# US Gold
US Gold var en brittisk datorspelsutvecklare som under sin storhetstid var en av Europas största spelutvecklare. US Gold grundades i Liverpool 1984 och producerade en rad spel för ett stort antal 8- 16- och 32-bitars plattformar (till exempel Commodore 64, Atari ST och Sega Mega Drive). Företaget köptes i april 1996 upp av Eidos Interactive och upplöstes 2008.

## Produktion i urval
- 1986
  - Psi 5 Trading Company
- 1987
  - Kayleth
- 1988
  - Solomon's Key
- 1989
  - Dragons of Flame
- 1990
  - Vaxine
- 1991
  - Forgotten Worlds
- 1992
  - Cybercon III
  - Olympic Gold
- 1993
  - Winter Olympics: Lillehammer '94
- 1994
  - World Cup USA '94
- 1995
  - Fever Pitch Soccer